# Несправжня коралова змія ескулапова
Несправжня коралова змія ескулапова (Erythrolamprus aesculapii) — вид неотруйних змій родини полозових (Colubridae). Має 4 підвиди.

## Опис
Загальна довжина досягає 70 см. Голова невелика, сплощена. Тулуб стрункий, циліндричний. Малюнок складається з кілець червоного, чорного й білого кольору навколо тулуба. Червоні та чорні кільця завжди розділені вузькою білою смугою. Ця змія перейняли забарвлення отруйних коралових аспідів для захисту.

## Спосіб життя
Полюбляє вологі ліси. Активна вночі. Веде потайний спосіб життя, ховається під листям. Харчується ящірками, амфісбенами та зміями.
Це яйцекладна змія. Відкладається до 15 яєць. Самиця зариває свої яйця під деревами.

## Розповсюдження
Мешкає у басейні річки Амазонки на території Колумбії, Венесуели, Еквадору, Перу, Болівії, Бразилії. Зустрічається у Гаяні, Аргентині та на о. Тринідат.

## Підвиди
- Erythrolamprus aesculapii aesculapii
- Erythrolamprus aesculapii monozona
- Erythrolamprus aesculapii tetrazona
- Erythrolamprus aesculapii venustissimus